# 1889年6月28日日食
1889年6月28日日食为一次在协调世界时1889年6月28日出現的日環食。該次日食食分為0.9471，食甚維持7分22秒。

## 概述
這次日食的食分是0.9471，環食維持7分22秒。

## 基本參數
- 類型：日環食
- 食甚資料：
  - 日期：1889年6月28日
  - 時間：9時0分0秒
  - 地點：10S 47E
  - 食分：0.9471
  - 日環食持續時間：7分22秒

## 外部連結
- NASA日食專頁（页面存档备份，存于）（英文）